# Ugartsberg
Koordinaten: 49° 28′ 39″ N, 23° 44′ 37″ O

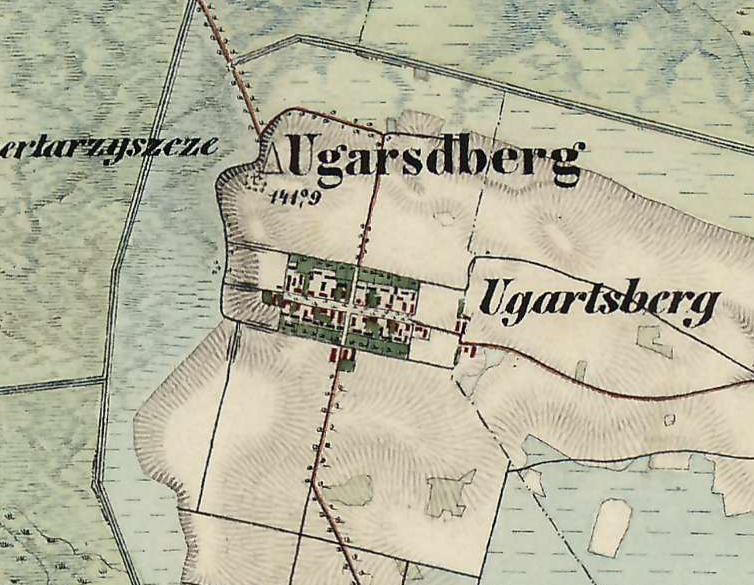
Ugartsberg auf der Franziszeischen Landesaufnahme um die Mitte des 19. Jahrhunderts

Ugartsberg (ukrainisch Випучки Wyputschky, polnisch Wypuczki) ist eine ehemalige deutsche Ansiedlung in der westlichen Ukraine. Sie liegt etwa 5 Kilometer nördlich von Medenytschi (Меденичі), westlich von Hirske, im Rajon Mykolajiw der Oblast Lwiw.
Die Kolonie entstand im Jahre 1785 im Zuge der Josephinischen Kolonisation. Deutsche Kolonisten reformierter Konfession wurden dort angesiedelt. Der Name „Ugartsberg“ des Dorfs, und andere ähnliche Orte (z. B. Ugartsthal) gehen auf den Namen des zeitgenössischen österreichischen Gouverneurs von Mähren, Alois von und zu Ugarte, zurück. Die Protestanten gehörten zur Pfarrgemeinde Josefsberg im Helvetischen Seniorat der Evangelischen Superintendentur A. B. Galizien.
Im Jahre 1900 hatte die Gemeinde Ugartsberg, Wypuczki 29 Häuser mit 222 Einwohnern, davon waren 195 Deutschsprachige, 26 Ruthenischsprachige, 1 Polnischsprachig, 26 griechisch-katholisch, 11 jüdischer Religion, 2 römisch-katholisch, 183 anderen Glaubens.
Nach dem Ende des Polnisch-Ukrainischen Kriegs 1919 kam Ugartsberg zu Polen. Im Jahre 1921 hatte die Gemeinde Wypuczki (Ugartsberg) 30 Häuser mit 206 Einwohnern, davon waren 175 Deutsche, 13 Ruthenen, 10 Polen, 8 jüdischer Nationalität und Religion, 181 evangelisch, 9 griechisch-katholisch, 6 römisch-katholisch, 2 andere Christen.
1937 zählte die evangelische Filialgemeinde von Korośnica/Josefsberg in Wypuczki 178 Seelen.
Im Zweiten Weltkrieg gehörte der Ort zunächst zur Sowjetunion und die deutschen Bewohner wurden 1940 infolge des Deutsch-Sowjetischen Grenz- und Freundschaftsvertrages umgesiedelt. Der Ort wurde danach nicht wiederbesiedelt.